# Болотов, Андрей Тимофеевич
Андре́й Тимофе́евич Боло́тов (7 [18] октября 1738 — 3 [15] октября либо 4 [16] октября 1833) — русский писатель, мемуарист, философ-моралист, учёный, ботаник и лесовод, один из основателей агрономии и помологии в России. Внёс большой вклад в признание в России помидоров и картофеля сельскохозяйственными культурами.

## Детство и юношество
Родился в своём родовом селе Дворяниново Каширского уезда Тульской губернии (ныне Заокского района Тульской области). Сын мелкого помещика из рода Болотовых Тимофея Петровича Болотова (1700? — 1750) и Мавры Степановны Бакеевой (1705? — 1752).
До 12 лет жил при отце, который служил полковником в Архангелогородском полку. В этот полк десятилетний Андрей был зачислен каптенармусом. Отец сам преподавал сыну языки немецкий и французский, арифметику и географию. На тринадцатом году он был отдан к одному курляндскому дворянину, у которого был немец-учитель для детей, а вскоре Болотова отвезли в Санкт-Петербург в пансион одного француза. Здесь, однако, он проучился всего несколько месяцев. На четырнадцатом году он потерял отца, умершего в Выборге, где квартировал в то время Архангелогородский полк. После смерти отца, будучи уже сержантом, по малолетству, был уволен в отпуск в деревню, где прожил до 16 лет и потерял мать, умершую в 1752 году. В деревне юноша много читал, изучая таким образом, географию, историю, геометрию, фортификацию и упражняясь в рисовании. По окончании отпуска вернулся в полк, который находился тогда в Эстляндии.

## Военная служба
В 1756 году в 19 лет поступил на службу офицером, в чине подпоручика. Когда началась Семилетняя война, отправился с полком в поход и участвовал в сражении при Гросс-Егерсдорфе.
В 1757 году, когда русские войска заняли Пруссию, был отправлен для караульной службы в Кёнигсберг. Вскоре был назначен там, как хорошо знающий немецкий язык, письмоводителем кёнигсбергской камеры. По прибытии генерала Н. А. Корфа, на которого было возложено управление кёнигсбергским королевством, А. Болотов был прикомандирован к нему в качестве переводчика официальных бумаг, поступавших в канцелярию на немецком языке. Эту должность занимал и при преемнике Корфа, генерал-губернаторе В. И. Суворове. Временами нёс обязанности адъютанта при Корфе и Суворове. За время службы в Пруссии получил чин поручика. В свободное от службы время продолжал свои частные занятия, познакомился со многими из профессоров кёнигсбергского университета, брал у них книги и слушал лекции, особенно знаменитого в то время профессора философии Х. Крузиуса. Страсть к занятиям доходила у А. Болотова до того, что он и в канцелярии всегда имел при себе книги и краски для рисования.
По кончине императрицы Елизаветы Петровны и по вступлении на престол Петра III покинул Кёнигсберг и поступил адъютантом к Н. А. Корфу, назначенному санкт-петербургским генерал-полицеймейстером. В этой должности находился почти до самого вступления на престол Екатерины II. Незадолго перед тем, по повелению Петра III, у всех не командующих генералов были отобраны штаты, и А. Болотову следовало, оставаясь на службе, отправиться в свой полк в Силезию. Предпочитая учёные занятия военной службе, он вышел в отставку в чине капитана и поселился в своём родовом имении.

## Жизнь в деревне

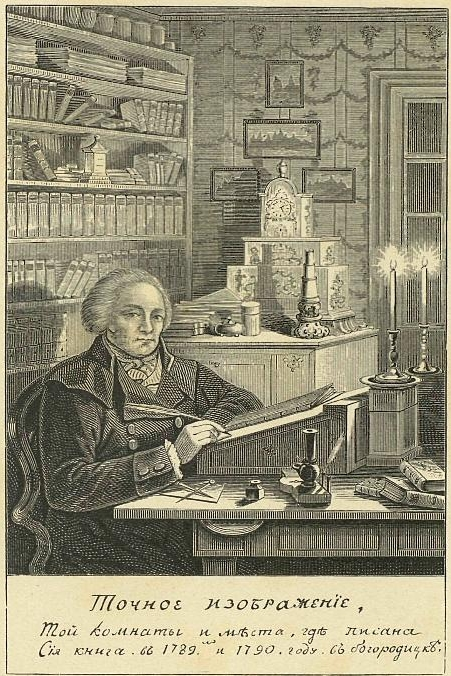
Гравюра Л. А. Серякова с иллюстрации из книги А. Т. Болотова. Подпись под картиной: «Точное изображение, той комнаты и места, где писана сия книга в 1789 и 1790 году.»

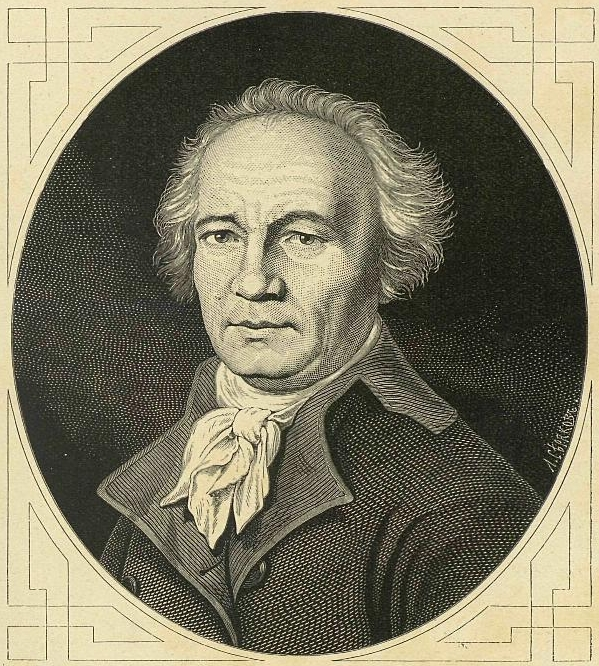
А. Т. Болотов. Гравюра Л. А. Серякова

В деревне занимался сельским хозяйством и науками. По различным руководствам иностранных авторов изучал теоретически все отрасли сельского хозяйства, начал записывать и свои наблюдения. Он занимался также различными этическими и педагогическими вопросами, издал книги по этике, философии и педагогике. Предпочитал питаться местными продуктами и пропагандировал такой подход к производству пищевых продуктов.
Завязал отношения с только что основанным Вольным экономическим обществом. Последнее приглашало сельских хозяев отвечать на разные сельскохозяйственные вопросы, и А. Болотов воспользовался этим. Он написал на заданные вопросы ответы, которые с одобрением были приняты и помещены в «Трудах» общества.
Его избрали членом общества и продолжали печатать присылаемые им статьи, которых впоследствии набралось столько, что могла бы составиться целая сельскохозяйственная энциклопедия. Из всех отраслей сельского хозяйства он особенно любил садоводство, занимаясь в своём имении разведением садов. Накупив по естествознанию и сельскому хозяйству много книг ещё в Пруссии, он год от году увеличивал свой книжный запас, так что с течением времени у него составилась замечательная библиотека.

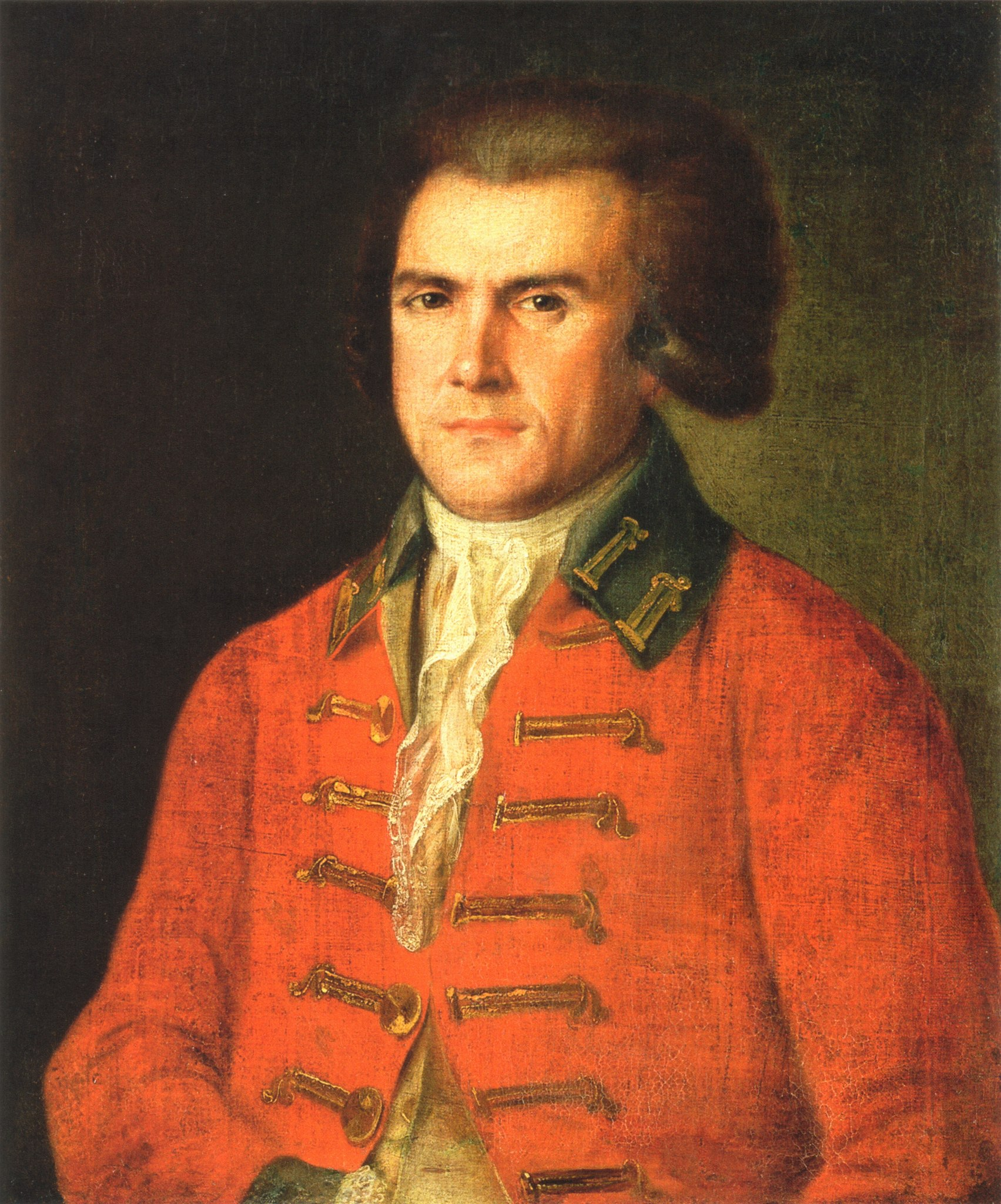
Автопортрет 1763 г.

Когда понадобился опытный сельский хозяин для управления Киясовской волостью (в Серпуховском уезде), купленной императрицей Екатериною II, то князь С. В. Гагарин по рекомендации Вольного экономического общества предложил ему сначала описать эту волость, а затем принять на себя и управление ею. А. Болотов более 23-х лет управлял собственными волостями императрицы, сначала только Киясовской, а потом также Богородицкой (Тульской губернии) и Бобриковской. За труды по управлению был удостоен Высочайшего благоволения и награждён чином коллежского асессора.
В это время А. Болотов приступил к изданию своих сочинений, как оригинальных, так и переводных. Так как Вольное экономическое общество не могло поместить в «Трудах» всех его сочинений, то он стал издавать свой сельскохозяйственный еженедельный журнал «Сельской житель. Экономическое в пользу сельских жителей служащее издание», который издавался в 1776 и 1779 годах. В 1780 году Н. И. Новиков, издававший тогда «Московские ведомости», предложил ему для каждого номера газеты составлять по одному печатному листу под названием «Экономический магазин». Болотов с удовольствием принял это предложение и сотрудничал с «Московскими ведомостями» в течение 10 лет, с 1780 по 1790 годы, опубликовав там около 4000 статей. Единственным постоянным помощником был сын, который занимался переписыванием набело. Из десятилетнего издания «Экономический магазин» составилась целая энциклопедия в 40 томов. В заглавии этого сочинения говорилось, что оно есть «собрание всяких экономических известий, опытов, открытий, примечаний, наставлений, записок и советов, относящихся до земледелия, скотоводства, до садов и огородов, до лугов, лесов, прудов, разных продуктов, до деревенских строений, домашних лекарств, врачебных трав и до всяких нужных и неизбежных городским и деревенским жителям вещей».
В 1771 году опубликовал в «Экономическом магазине» статью «Ботанические примечания о классах трав», в которой изложил систему растительного мира согласно классам линнеевской системы. Эта статья считается первым российским трудом по систематике растений.
По кончине императрицы Екатерины II собственные волости Её Величества были пожалованы графу А. Г. Бобринскому. А. Болотов отказался от управления ими, вернулся в свою деревню и принялся за литературные и сельскохозяйственные труды.
Почти безвыездно проживал в своём имении Дворяниново. Только в 1803 году он пробыл по делам в Санкт-Петербурге 11 месяцев. Здесь познакомился с членами Вольного экономического общества и участвовал в еженедельных его собраниях. За услуги, оказанные сельскому хозяйству, общество присудило ему золотую медаль и о трудах его довело до сведения Александра I, который пожаловал А. Болотову бриллиантовый перстень.
Не только Вольное экономическое общество ценило труды Болотова: ещё раньше в 1797 году он был избран почётным членом Королевско-саксонского лейпцигского экономического общества, а в 1820 году почётным членом Императорского московского общества сельского хозяйства — за постоянное участие в его трудах. В специальном органе этого общества — «Земледельческом журнале» — А. Болотов поместил целый ряд статей по садоводству.
Скончался в своём имении, не дожив трёх дней до 95-летия, что для тех времён было беспрецедентным долголетием. Похоронен на кладбище села Русятина (ныне Заокского района Тульской области). Могила сохранилась.

## Болотов в Богородицке

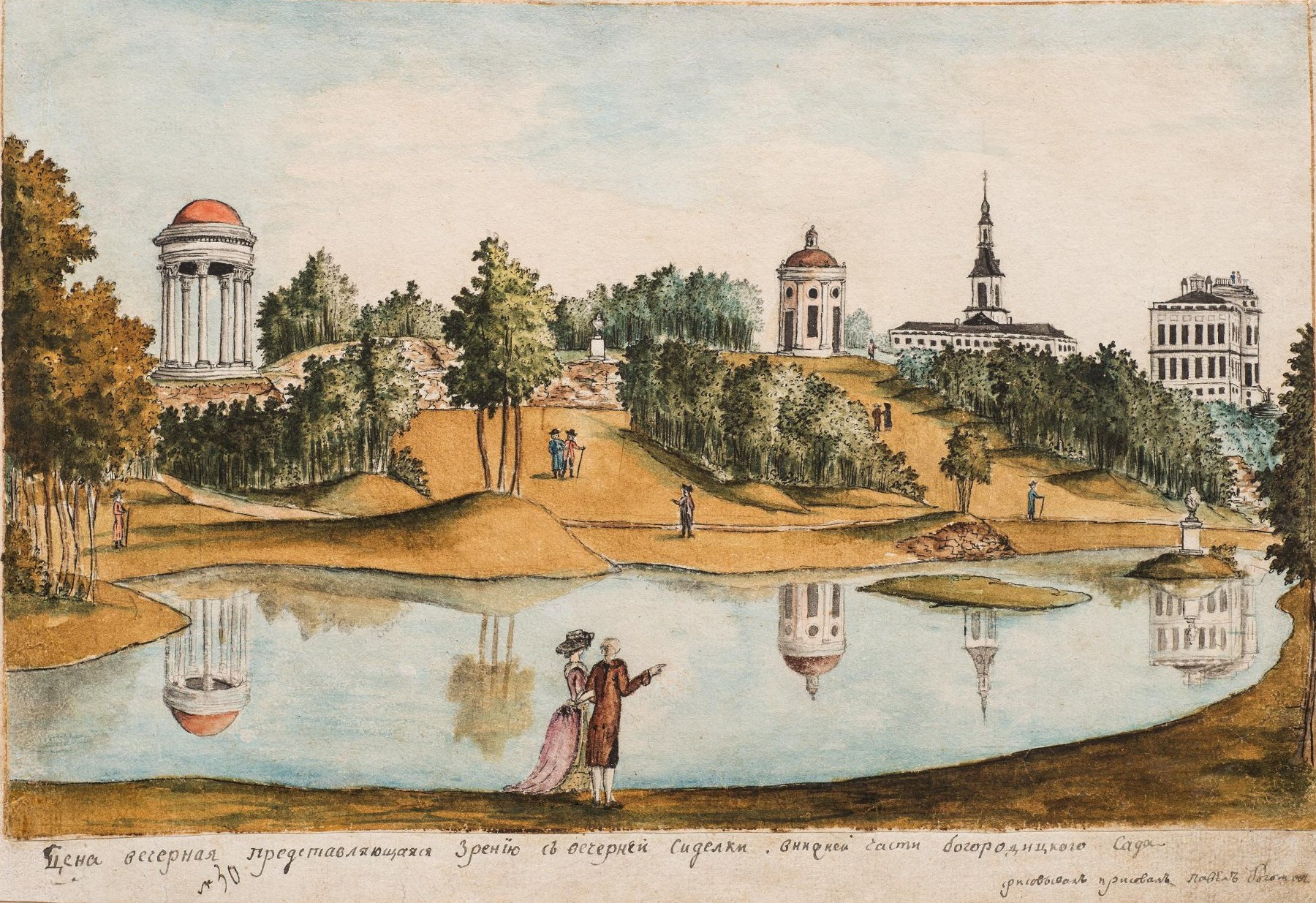
Лист из альбома с видами имения Бобринских в Богородицке, 1786 г.

Значительную часть своей жизни (с 1776 по 1797 годы) посвятил Богородицку. Здесь, в имении графов Бобринских, по его проекту и при его активном участии был разбит первый в России пейзажный парк, составляющий вместе с дворцом Бобринских (архитектор И. Е. Старов) Богородицкий дворцово-парковый ансамбль.

## Достижения в сельском хозяйстве
В своей капитальной работе «О разделении полей» (1771) и других трудах впервые в России печатно предложил широко вводить севооборот, определять приёмы возделывания культурных растений, исходя из местных природных условий (прежде всего, погоды и почвы), выступал за своевременность и пропорциональность внесения удобрений даже на чернозёмах. Его интересовало всё: от борьбы с сорняками на пшеничных полях до получения крахмала из картофеля с помощью машин. Он составил первое русское ботаническое описание сорных, лекарственных и культурных растений.
Особенно любил садоводство, занимаясь в своём имении разведением плодовых садов. Опыт садовода, природное любопытство, страсть к познанию нового, острый глаз, тщательность, позволили ему стать первым русским учёным-помологом, давшим описание более 600 сортов яблонь и груш и создавшим ряд новых сортов плодовых культур. Наблюдая за своими яблонями, увидел и впервые описал явление дихогамии. В его работах можно найти в самой общей форме мысли об использовании того, что мы сейчас называем гибридизацией. Научная помология, основоположником которой считается А. Т. Болотов, возникла в конце XVIII столетия и существенно отличалась от описательной тем, что классификация сортов яблони и груши проводилась по «существенным и случайным» признакам. В группу случайных он ввёл признаки, меняющиеся под влиянием окружающей среды и агротехники — величину, форму и окраску плодов, толщину и длину побегов. К существенным, то есть мало изменяющимся, он относил строение блюдца и воронки, толщину и характер поверхности кожицы плода, твёрдость и вкус мякоти, строение сердцевины и продолжительность хранения плодов. При описании сортов всесторонне характеризовались морфологические признаки плодов (как это было в период описательной помологии) и признаки дерева.
Предложил принципы «рубления, поправления и заведения лесов».
Приложил силы к массовому распространению в России картофеля.
Составил первое русское «Руководство к познанию лекарственных трав» (1781).

## «Записки» Болотова

Титульный лист книги «Жизнь и приключения Андрея Болотова…» издания 1871 года, Санкт-Петербург. Том второй.

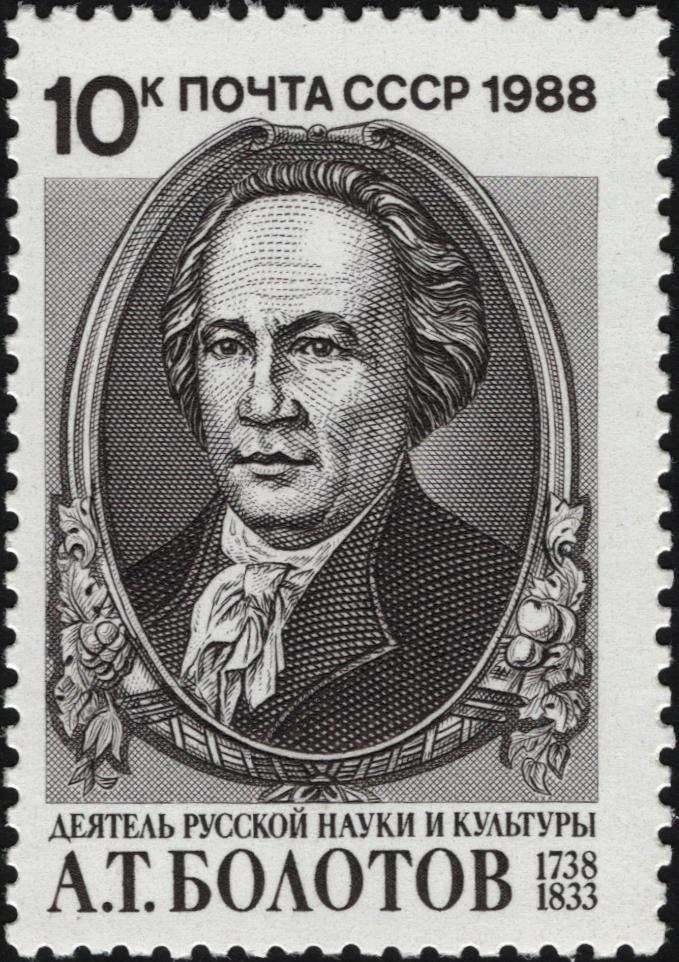
Деятель русской науки и культуры А. Т. Болотов на почтовой марке СССР. 1988 год

Андрей Болотов знаменит благодаря своему многотомному труду, который он писал около тридцати лет, с 1789 по 1816 года. Это труд — его «Записки», носящие название «Жизнь и приключения Андрея Болотова, описанные самим им для своих потомков». Он ярко изобразил внутренний быт русского общества за всё XVIII столетие, начиная с 1738 года, касаясь самых разных его сторон. Эти «Записки» — главнейший из материалов по истории русского быта; они дают подробные сведения о домашнем и общественном воспитании русских дворян, сведения об их провинциальной и столичной, домашней и общественной жизни, об их военной и домашней службе. Кроме того, «Записки» дают понятие о состоянии сельского хозяйства, русской литературы, науки и книжной торговли и довольно подробно говорят об участии России в войне с Фридрихом II и о войнах Екатерины с турками, поляками и шведами.
Далее, в «Записках» много важного о биографии государственных и общественных российских деятелей с 1740 по 1793 года. Также рассказывается о правительственных распоряжениях восьми царствований, с Петра I до Екатерины II, причём сообщается немало подробностей о русском дворе времён Елизаветы Петровны, Петра III и Екатерины II. Таким образом, помимо важного автобиографического значения, «Записки» представляют драгоценнейшее достояние русской исторической литературы. Этот памятник XVIII столетия долгое время находился в рукописи, в семейном архиве потомков Болотова. В 1839 году появляются первые небольшие отрывки из «Записок» в «Сыне Отечества», книга 8 и 9, но переделанные и исправленные. Затем в «Отечественных Записках» 1850 и 1854 годах, в томах 69-78, появляются сначала первые четыре части «Записок» Болотова (всего 29 частей), а после того пятая и шестая части, но, как и раньше, в исправленном виде, с опущением многих рассуждений. В 1858 и 1860 годах в «Библиотеке для чтения» тоже печатаются некоторые отрывки из 7, 8 и 9 частей «Записок», без переделок, но с пропусками в десятки страниц. Наконец в 1870 году, в первый год издания «Русской Старины», в приложении к ней, а затем в отдельном издании, «Записки» Болотова появились впервые почти целиком, без всяких изменений. В отдельном издании «Записки» разбиты на четыре обширных тома: в первый входит I—VII части, с 1738 по 1760 год, второй — части VIII—XIV, с 1760—1771, третий — части XV—XXI, с 1771 по 1784 год, и четвёртый — части XXII—XXIX, с 1785 по 1795 год. Позднее были обнаружены XXXV, XXXVI и XXXVII части о 1799 −1802 годах и особые томики, заключавшие описание 1802 г. с 7 октября и 1805 г. жизни писателя (Русская Старина, 1889, т 62, стр. 535—576; т 64, стр. 23-30; 1895, т 84, стр. 135—155. Литературное Наследство, 1933, т 9-10, стр. 154—221).

## Критика
В «Критико-биографическом словаре русских писателей и ученых» рядом с хвалебной статьёй Екатерины Щепкиной помещается заметка Семёна Венгерова (издателя словаря), который ставит под сомнение ученость и заслуги Болотова, так как тот был крепостник, не скрывавший своих крепостнических взглядов, и расчетливый практик, не брезговавший давать деньги в рост; с поверхностным образованием, без глубины и широты, без сердечных мук и тоски по идеалу, «во всех своих суждениях самый заурядный тульский помещик, самым банальным образом судящий о людях и событиях».
Для Александра Блока приземленный и рациональный Болотов — типичный представитель холодного и рассудочного XVIII века, в котором разум властвовал над чувством. Конспекты «Жизни и приключений» Болотова выдают ироническое отношение Блока к мемуаристу. Поэт подробно останавливается на фрагментах, демонстрирующих болотовскую расчетливость и практицизм.

## Семья
4 июля 1764 года женился на Александре Михайловне Кавериной (1751—1834), дочери дворянина Михаила Григорьевича Каверина (1719—1750) и Марии Аврамиевны Арцыбышевой (ум. 1814). Дети:
- Дмитрий Андреевич (1766—1766)
- Елизавета Андреевна (1767—1804), с 1788 года жена тамбовского дворянина Петра Герасимовича Шишкова  (родной племянник известного государственного деятеля А. С. Шишкова, в 1795—1803 годах Богородицкий предводитель дворянства)
  - внук — Шишков, Николай Петрович (1793—1869), деятель сельского хозяйства, один из первых сахаропромышленников
- Степан Андреевич (1768—1773)
- Павел Андреевич (1771—1850), у него сын Алексей Павлович (1803—1853)
- Анастасия Андреевна (1773—1820), жена П. И. Воронцова-Вельяминова
- Ольга Андреевна (1775—1800), жена Ф. И. Бородина
- Александра Андреевна (1777—1778)
- Екатерина Андреевна (1778—после 1850), жена А. П. Пестова
- Варвара Андреевна (1781—1782)

### Новейшие публикации
- Болотов А. Т. Избранные сочинения по агрономии, плодоводству, лесоводству, ботанике / Ред., статья, коммент. чл.-кор. АН УССР И. М. Полякова и А. П. Бердышева; Московское общество испытателей природы. — М.: Изд-во МОИП, 1952. — 524 с.
- Болотов А. Т. Жизнь и приключения Андрея Болотова, описанные самим им для своих потомков. — М.: Современник, 1986. — 768 с. — (Память). — 100 000 экз.
- Болотов А. Т. Записки Андрея Тимофеевича Болотова. 1737—1796: В 2 т / Предисл., примеч. В. Н. Ганичева. — Тула: Приок. кн. изд-во, 1988. — 1056 с. — (Отчий край). — 100 000 экз.
- Болотов А. Т. Избранные труды / Сост. А. П. Бердышев, В. Г. Поздняков. — М.: Агропромиздат, 1988. — 416 с. — (Классики отечественной сельскохозяйственной науки). — 4500 экз. — ISBN 5-10-001552-7.
- Памятник протекших времён, или Краткие исторические записки о бывших происшествиях и носившихся в народе слухах. 1796. — Калининград, Янтарный сказ, 2003. — 192 с. [Миниатюрное издание, формат 75×80 мм, тираж 3000 экз, из них 100 переплетёно в коже] (Текст печ. по изд. — М.: Изд. Киселёва, 1875). — ISBN 5-7406-0777-9. (То же: М.: Современник, 1990. — Ч. 1, Ч. 2, Комментарии).
- Болотов А. Т. Жизнь и приключения Андрея Болотова: Описанные им самим для своих потомков: В 3 т / Вступ. ст. С. Ронского; Примеч. П. Жаткина, И. Кравцова. — М.: Терра, 1993. — 25 000 экз. — ISBN 5-85255-382-4.
- Болотов А. Т. Избранное / Псковский областной институт повышения квалификации работников образования. — Псков: Изд-во ПОИПКРО, 1993. — 352 с. — 10 000 экз.
- Болотов А. Т. Памятник претекших времен, или Краткие исторические записки о бывших происшествиях и носившихся в народе слухах, 1796. — Калининград: Янтарный сказ, 2004. — 208 с. — 3000 экз. — ISBN 5-7406-0777-9.
- Болотов А. Т. О душах умерших людей / Подг. текстов, вступ. ст., коммент. Т. В. Артемьевой. — СПб.: Алетейя, 2006. — 204 с. — (Историческая книга). — 1000 экз. — ISBN 5-89329-878-0.
- Болотов А. Т. Детская философия / Подг. текстов, вступ. ст., коммент. Т. В. Артемьева, М. И. Микешин. — СПб.: Петрополис, 2012. — 854 с. — 1000 экз. — ISBN 978-5-9676-0420-1, ISBN 978-5-9676-0482-9.
- Болотов А. Т. Жизнь и приключения Андрея Болотова. В 3 томах / Отв. ред. О. А. Платонов. — М.: Институт русской цивилизации, 2013. — 3584 с. — 1000 экз. — ISBN 978-5-4261-0043-5, ISBN 978-5-4261-0045-9, ISBN 978-5-4261-0047-3. (В настоящем издании впервые после 1873 года публикуется полный текст «Записок» А. Т. Болотова)
- Болотов А. Т. Жизнь и приключения Андрея Болотова. В 3 томах. — М.: Книжный клуб Книговек, 2018. — 1472 с. — (Литературные памятники русского быта). — ISBN 978-5-4224-1414-7.

### Неизданное
Большое количество сочинений Болотова остаются неизданными; некоторые из них довольно объёмисты:
- «Современные известия о первой французской войне» (1805—1810)
- «Описания последней французской войны», в 30 частях, с 1811 по 1815 годы
- «Собрание мелких сочинений в стихах и прозе» в семи частях (1794—1821)
- «Мысли о романах», в двух частях, 1791 год
- «Собрание анекдотов о князе Потёмкине»
- «Краткая история Польши» и другие.

## Память

Памятник Андрею Болотову в Богородицке

- В родовом поместье, где ученый прожил большую часть своей жизни, расположена музей-усадьба «Дворяниново». Решение о создании дома-музея А. Т. Болотова было принято в 1986 году постановлением правительства СССР и решением ВАСХНИЛ. Дом был восстановлен по оригинальным рисункам А. Т. Болотова. В 1993 году музей открылся для посетителей[20][21].
- В 1988 году в честь 250-летия мыслителя и агронома на территории Богородицкого дворцово-паркового ансамбля, с которым связана значительная часть жизни учёного, установлен памятник[22].
- Именем Андрея Болотова названы улицы в Калининграде, Туле (микрорайон Мясново) и Алексине, а также бульвар в городе Пущине[23].
- 9 марта 2001 года в честь А. Т. Болотова назван астероид 7858 Bolotov, открытый в 1978 году астрономом Л. В. Журавлёвой.